# Serenata in La
La Serenata in La è una composizione per pianoforte di Igor' Fëdorovič Stravinskij del 1925 ed appartiene al periodo neoclassico dell'autore.

## Storia
Durante il suo primo viaggio negli Stati Uniti nei primi mesi del 1925, Stravinskij concluse un accordo con la casa discografica Brunswick Records per l'incisione di alcuni suoi brani. Poiché all'epoca i dischi erano a 78 giri e la durata si aggirava intorno ai 4 minuti, il compositore ebbe l'idea di scrivere un pezzo adattandolo alla esatta durata della facciata  di un disco, evitando così sgradevoli frazionamenti. Stravinskij creò allo scopo la Serenata in La di cui ognuno dei quattro movimenti occupava esattamente la facciata di un disco. L'opera fu iniziata ad aprile a Nizza e terminata dopo breve tempo.

## Analisi
L'ispirazione per questa Serenata venne data a Stravinskij, come egli stesso dice, dalle "Nachtmusik del XVIII secolo, che, in genere, venivano ordinate dai principi mecenati in occasione di svariate feste e che si componevano, come d'altronde le suites, di un numero indeterminato di pezzi." Il compositore volle, però, che la sua Serenata venisse eseguita da un solo strumento, il pianoforte, che egli definisce polifonico, e non da una piccola orchestra come era in passato. Il primo movimento, Hymne, ha la valenza di brano di entrata; il secondo, Romanza, dall'aspetto cerimonioso, è seguito da un Rondoletto in cui predomina il ritmo. Il quarto ed ultimo movimento, Cadenza finale, chiude l'opera come una specie di epilogo. La Serenata è definita in La poiché questa nota ha valore di riferimento per tutti i suoni, come fosse un centro di attrazione senza però voler essere indicazione di tonalità maggiore o minore che in effetti non è indicata in partitura.